# Gyöngy-folyó
A Gyöngy-folyó (kínai: 珠江, pinjin: Zhū Jiāng, magyaros: Csu-csiang) Dél-Kína legfontosabb, a Föld egyik legnagyobb vízhozamú folyója . A deltatorkolata 7500 km²-es területet ölel át, amelynek fő folyói a Hszi (Xi), a Pej (Bei), a Tung (Dong) és a Gyöngy-folyó, számos kisebb folyó mellett. Kína egyik legsűrűbben lakott területe, a deltában egész évben rizstermeléssel foglalkoznak.